# Andris Bērziņš (præsident)
 Ikke at forveksle med Andris Bērziņš (ministerpræsident).
Andris Bērziņš (10. december 1944) er en lettisk politiker, der var Letlands præsident fra 8. juli 2011 til 8. juli 2015.
I perioden 1993 til 2004 var Bērziņš præsident for banken SEB Unibanka.

## Tidlige karriere
Andris Bērziņš blev født i 1944 i Nītaure i Lettiske SSR. I 1958 afsluttede han grundskolen i Nītaure, og i 1962 mellemskolen i Sigulda. I 1971 dimitterede Bērziņš fra Rigas Polytekniske Institut i Riga, og han blev radiotekniker ved fabrikken "Elektrons". Han arbejdede sig op til direktør for virksomheden, og i 1988 udpegedes Bērziņš til minister for kommunale tjenester i Lettiske SSR. Han studerede også ved det økonomiske fakultet ved Letlands Statsuniversitet i Riga, hvorfra han dimitterede i 1988.
I 1989 blev Bērziņš valgt til Valmieras distrikts-sovjet og udpegedes til formand for distriktets eksekutiv-komité. I 1990 valgtes han til Lettiske SSR's øverste sovjet som repræsentant for Valmiera. Bērziņš tilsluttede sig Letlands Folkefront-fraktionen i den øverste sovjet. Den 4. maj 1990 stemte han for deklarationen der genoprettede Republikken Letlands uafhængighed.
Da Bērziņš' valgperiode udløb i 1993 var han formand for Letlands Nationalbanks privatiseringsfond. Han var også formand for bankaktieselskabet Latvijas Unibanka. Bērziņš blev en succesfuld forretningsmand og hans formue overskred i midt-2000'erne 1 million lats. Bērziņš fungerede som rådgiver for storbanken SEB's lettiske datterselskabs præsident, og har været bestyrelsesmedlem af adskillige aktieselskaber, blandt andre Valmiera stikla šķiedra og Lode.

## Politisk karriere
Bērziņš returnerede til politik i 2005, hvor han uden held stillede op til embedet som borgmester i Riga, som leder af Grønne- og Bondeunionens partiliste. Fra 2006 til 2010 fungerede han som præsident for Letlands Industri- og Handelskammer og var også bestyrelsesformand for Latvenergo frem til 2009.
I 2010 valgtes Bērziņš til det lettiske parlament Saeima, som medlem af Grønne- og Bondeunionens partiliste.

### Det lettiske præsidentvalg 2011
Den 23. maj 2011 nomineredes Andris Bērzinš til præsidentkandidat af fem medlemmer af Grønne- og Bondeunionen.
I første omgang af det lettiske præsidentvalg den 2. juni 2011 fik Bērziņš 50 stemmer for og 48 imod, hvor den daværende lettiske præsident Valdis Zatlers fik 43 for og 55 imod, hvilket betød at ingen valgtes. I anden omgang senere samme dag fik Bērziņš 53 stemmer og vandt valget.
Andris Bērziņš overtog posten som Letlands præsident den 8. juli 2011.